# Komiyandra
Komiyandra is een kevergeslacht uit de familie van de boktorren (Cerambycidae). De wetenschappelijke naam van het geslacht werd voor het eerst geldig gepubliceerd in 2010 door Santos-Silva, Heffern & Matsuda.

## Soorten
Komiyandra omvat de volgende soorten:
- Komiyandra cabigasi Santos-Silva, Heffern & Matsuda, 2010
- Komiyandra drumonti Santos-Silva, Heffern & Matsuda, 2010
- Komiyandra formosana (Miwa & Mitono, 1939)
- Komiyandra irianjayana Santos-Silva, Heffern & Matsuda, 2010
- Komiyandra janus (Bates, 1875)
- Komiyandra javana Santos-Silva, Heffern & Matsuda, 2010
- Komiyandra johkii Santos-Silva, Heffern & Matsuda, 2010
- Komiyandra koni Santos-Silva, Heffern & Matsuda, 2010
- Komiyandra lanyuana (Hayashi, 1981)
- Komiyandra lombokia Santos-Silva, Heffern & Matsuda, 2010
- Komiyandra luzonica Santos-Silva, Heffern & Matsuda, 2010
- Komiyandra mehli Santos-Silva, Heffern & Matsuda, 2010
- Komiyandra menieri Santos-Silva, Heffern & Matsuda, 2010
- Komiyandra mindanao Santos-Silva, Heffern & Matsuda, 2010
- Komiyandra mindoro Santos-Silva, Heffern & Matsuda, 2010
- Komiyandra nayani Santos-Silva, Heffern & Matsuda, 2010
- Komiyandra niisatoi Santos-Silva, Heffern & Matsuda, 2010
- Komiyandra ohbayashii Santos-Silva, Heffern & Matsuda, 2010
- Komiyandra philippinensis Santos-Silva, Heffern & Matsuda, 2010
- Komiyandra poggii Santos-Silva, Heffern & Matsuda, 2010
- Komiyandra sangihe Santos-Silva, Heffern & Matsuda, 2010
- Komiyandra shibatai (Hayashi, 1963)
- Komiyandra sulawesiana Santos-Silva, Heffern & Matsuda, 2010
- Komiyandra uenoi Santos-Silva, Heffern & Matsuda, 2010
- Komiyandra vivesi Santos-Silva, Heffern & Matsuda, 2010